# Mr. Morale & the Big Steppers
Mr. Morale & the Big Steppers je páté studiové a zároveň čtvrté album u major labelu amerického rappera Kendricka Lamara. Album bylo nahráno u PGLang, Top Dawg Entertainment a Aftermath Entertainment a vydáno 13. května 2022. Album je rozdělono do dvou částí po devíti skladbách a jde o poslední Lamarovo projekt u Top Dawg Entertainment. Album bylo kladně hodnoceno kritiky za Lamarovu introspekci a otevírání zásadních témat, pro rap leč neobvyklých. 
Album se umístilo na první příčce žebříčku Billboard 200 jako Lamarovo čtvrté v řadě. Vedoucím singlem byla píseň „N95“ (3. příčka žebříčku Billboard Hot 100).

## O albu
V srpnu 2021 se vrátil do hitparád, když hostoval na singlu „Family Ties“ od svého bratrance rappera Baby Keema, který byl prvním interpretem upsaným pod Lamarovým labelem pgLang. Píseň se umístila na 18. příčce. Dalším zářezem bylo umístění písně „Range Brothers“ z téhož alba (53. příčka). Lamar v téže době začal více komumikovat s médii a například prohlásil, že jeho další album bude poslední u Top Dawg Entertainment. Na 64. ročníku cen Grammy byla v roce 2022 oceněna píseň „Family Ties“ jako nejlepší rapový počin.
V polovině dubna 2022 oznámil datum vydání svého pátého studiového alba Mr. Morale & the Big Steppers. To vyšlo v polovině května. Týden před vydáním alba zveřejnil video k nové písni „The Heart Part 5“. 
Album má dva vypravěče. První polovinou provází Lamarova dlouholetá přítelkyně Whitney Alford a druhou německý duchovní Eckhart Tolle. Mezi hosty jsou Sampha, Ghostface Killah, Taylour Paige, Kodak Black nebo Baby Keem. 

## Po vydání
V první den prodeje album zlomilo rekord v rychlosti generování streamů za rok 2022 na služebě Apple Music (s 60 miliony streamy v první den). Debutovalo na první příčce žebříčku Billboard 200 s 295 000 prodanými kusy (po započítání 343 milionů streamů) v první týden prodeje v USA. Šlo o nejlepší dosavadní výkon o první týden prodeje v USA v roce 2022.
Všech osmnáct skladeb se umístilo v Top 60 místech žebříčku Billboard Hot 100. Nejlépe singly „N95“ (3. příčka) a „Silent Hill“ (s Kodak Black) (7. příčka), a dále písně „Die Hard“ (s Blxst a Amanda Reifer) (5. příčka), „United in Grief“ (8. příčka) a „Father Time“ (ft. Sampha) (11. příčka).

## Ohlasy
Album se opět dočkalo velmi vřelého přijetí u kritiků. Na americkém agregátoru recenzí Metacritic zaznamenalo 89 bodů ze 100.
Kukturní redaktor serveru Seznam Zprávy Jonáš Zbořil ve své recenzi uvedl: „'Řekni jim to všechno,' vyzývá Lamara hlas terapeutky v úvodu nové desky Mr. Morale & The Big Steppers. Co má na srdci, vyjde na osmnáct skladeb. Řeší v nich rozchod, vztah k vlastnímu otci i závislost na sexu. A v neposlední řadě i to, že už nechce být mesiášem na pódiu.“ Přes obecně pozitivní kritiku dále popisuje: „Ve své snaze o tematizaci nedokonalosti je ale Mr. Morale nakonec až příliš dokonalá. Působí rozvlekle, nesoustředěně, chybí jí údernost DAMN. i napětí To Pimp a Butterfly – a zvukově je spíš kombinací obou alb (pozn. (To Pimp a Butterfly a Damn), nenabízí moc nového.“
Hudební novinář Ondřej Horák pro Aktuálně.cz napsal: „Raperovy písně i alba jsou vrstevnatá, nezřídka vzájemně propojená dramata plná metafor, perspektiv a symbolů. Kritici v jeho případě často píší o malbě a Lamarova tvorba skutečně dosahuje plasticity obrazů nebo celovečerních filmů.“ a dodává: „Lamar se dotýká témat, k nimž bývá hip hop vzhledem ke svému naturelu spíš hluchý. A na ta běžná nahlíží z nezvyklých úhlů. V kompozici Father Time přemítá, jak ho dětství prožité uprostřed válek gangů zdeformovalo coby budoucího otce. Děti na obalu alba jsou jeho vlastní, na posteli sedí jejich matka Whitney Alfordová.“

## Seznam skladeb
Disk 1
| Pořadí         | Název                                              | Hudba                                                           | Text | Délka |
| -------------- | -------------------------------------------------- | --------------------------------------------------------------- | --- | ----- |
| 1.             | United in Grief                                    | Oklama, Sounwave, J. Lbs, Duval Timothy, Beach Noise, Tim Maxey | Kendrick Duckworth, Sam Dew, Mark Spears, Jason Pounds, Duval Timothy, Matt Schaeffer, Johnny Kosich, Jake Kosich, Timothy Maxey                                                 | 4:15  |
| 2.             | N95                                                | Boi-1da, Sounwave, Sweet, Baby Keem                             | Duckworth, Dew, Matthew Samuels, Spears, Jahaan Sweet, Hykeem Carter | 3:15  |
| 3.             | Worldwide Steppers                                 | Sounwave, Tae Beast, J. Lbs                                     | Duckworth, Dew, Spears, Donte Perkins, Pounds, Vincent Crane, Pat Darnell | 3:23  |
| 4.             | Die Hard (s Blxst a Amanda Reifer)                 | Sounwave, DJ Dahi, Baby Keem, J. Lbs, FnZ                       | Duckworth, Matthew Burdette, Amanda Reifer, Dew, Stephen Bruner, Victor Ekpo, Spears, Dacoury Natche, Carter, Pounds, Michael Mulé, Isaac De Boni, Marvin Eugene Smith, R. Smith | 3:59  |
| 5.             | Father Time (ft. Sampha)                           | Sounwave, DJ Dahi, Beach Noise, Bekon, Timothy, Grandmaster Vic | Duckworth, Sampha Sisay, Spears, Natche, Schaeffer, Jo. Kosich, Ja. Kosich, Daniel Tannenbaum, Timothy, Ekpo, Kennis Jones                                                       | 3:42  |
| 6.             | Rich (Interlude)                                   | Timothy                                                         | Bill Kapri, Dew, Timothy | 1:43  |
| 7.             | Rich Spirit                                        | Sounwave,DJ Dahi, Frano                                         | Duckworth, Dew, Spears, Natche, Frano Huett, A. Thomas, D. Dennis, G. Jackson, M. Hall                                                                                           | 3:22  |
| 8.             | We Cry Together (s Taylour Paige)                  | The Alchemist, J. Lbs, Bekon                                    | Duckworth, Daniel Maman, Pounds, Tannenbaum, Florence Welch, G. Peacock | 5:41  |
| 9.             | Purple Hearts (s Summer Walker a Ghostface Killah) | Sounwave, DJ Khalil, J. Lbs, Beach Noise                        | Duckworth, Summer Walker, Dennis Coles, Dew, Anthony Dixson, Spears, Khalil Abdul-Rahman, Pounds, Schaffer, Jo. Kosich, Ja. Kosich                                               | 5:29  |
| Celková délka: | Celková délka:                                     | Celková délka:                                                  | Celková délka: | 34:49 |

Disk 2
| Pořadí         | Název                             | Hudba                                                 | Text | Délka |
| -------------- | --------------------------------- | ----------------------------------------------------- | --- | ----- |
| 1.             | Count Me Out                      | Oklama, Sounwave, DJ Dahi, J. Lbs, Maxey              | Duckworth, Dew, Spears, Natche, Pounds | 4:43  |
| 2.             | Crown                             | Timothy                                               | Duckworth, Dew, Timothy | 4:24  |
| 3.             | Silent Hill (s Kodak Black)       | Boi-1da, Sounwave, Sweet, Beach Noise                 | Duckworth, Kapri, Samuels, Spears, Sweet, Schaeffer, Jo. Kosich, Ja. Kosich                                                                    | 3:40  |
| 4.             | Savior (Interlude)                | Oklama, Sounwave, J. Lbs                              | Duckworth, Carter, Spears, Pounds | 2:32  |
| 5.             | Savior (s Baby Keem a Sam Dew)    | Cardo, J. Lbs, Sounwave, Oklama, Luciano, Rascal      | Duckworth, Dew, Tannenbaum, Spears, Ronald LaTour, Pounds, Mario Luciano, Tobias Breuer, Tommy Paxton-Beesley                                  | 3:44  |
| 6.             | Auntie Diaries                    | Bekon, The Donuts, Balmoris, Beach Noise              | Duckworth, Homer Steinweiss, Daniel Krieger, Tannenbaum, Tyler Mehlenbacher, Sergiu Gherman, Craig Balmoris, Schaeffer, Jo. Kosich, Ja. Kosich | 4:41  |
| 7.             | Mr. Morale (s Tanna Leone)        | Pharrell Williams                                     | Duckworth, Avante Santana, Dew, Pharrell Williams                                                                                              | 3:30  |
| 8.             | Mother I Sober (ft. Beth Gibbons) | Sounwave, Bekon, J. Lbs                               | Duckworth, Beth Gibbons, Dew, Bruner, Spears, Tannenbaum, Pounds                                                                               | 6:46  |
| 9.             | Mirror                            | Sounwave, DJ Dahi, Bekon, The Donuts, Balmoris, Maxey | Duckworth, Krieger, Stuart Johnson, Spears, Natche, Tannenbaum, Mehlenbacher, Gherman, Balmoris, Maxey                                         | 4:16  |
| Celková délka: | Celková délka:                    | Celková délka:                                        | Celková délka: | 38:16 |

### Samply
- "Worldwide Steppers" obsahuje části písní "Break Through", od The Funkees a "Look Up Look Down" od Soft Touch; a úryvek z klipu "When There is No Cheese at the Cookout" od Radel Ortiz.
- "Die Hard" obsahuje části písně "Remember the Rain" od Kadhja Bonet.
- "Father Time" obsahuje části písně "You're Not There" od Hoskins 'NCrowd.
- "We Cry Together" obsahuje části písní "June" od Florence and the Machine a "Valentine" od Gary Peacock, Art Lande a Eliot Zigmund.
- "Crown" obsahuje části písně "Through the Night" od Duval Timothy.
- "Savior" obsahuje části písně "Hypnotized" od River Tiber.
- "Mr. Morale" obsahuje úryvek z klipu "Dallas Cowboys look pathetic vs the Seahawks" od Josh Shango pro The Dallas Cowboy Show.